# Эссайя, Сари
Са́ри Ми́риам Эсса́йя (фин. Sari Miriam Essayah; род. 21 февраля 1967[…], Хаукивуори, Миккели) — финский политический и государственный деятель. Председатель партии «Христианские демократы» с августа 2015 года. Министр сельского и лесного хозяйства Финляндии с 20 июня 2023 года. Депутат эдускунты с 2015 года и в 2003—2007 годах. В прошлом — депутат Европейского парламента (2009—2014). Кандидат в президенты Финляндии на выборах 2012 года. Бывшая спортсменка, выступавшая в соревнованиях по спортивной ходьбе, чемпионка мира (1993) и Европы (1994). С августа 2016 года — член Международного олимпийского комитета. Председатель координационной комиссии МОК по Олимпийским играм-2026.

## Биография
Родилась 21 февраля 1967 года в Хаукивуори. Её отец — марроканец, мать — финка.
В 1986 году окончила школу в Лапинлахти. Высшее образование получила в Университете Ваасы, магистр экономики (1995).
Член пятидесятнической церкви. В августе 2019 года начала лечение в связи с обнаружением рака молочной железы.

### Спортивная карьера
Выступала в международных соревнованиях по спортивной ходьбе, представляя Финляндию.
На чемпионате мира 1991 года в Токио на дистанции 10 км завоевала бронзовую медаль; на следующем чемпионате мира 1993 года в Штутгарте выиграла соревнования на этой дистанции. В следующем году, на чемпионате Европе, который проходил в Хельсинки, Эссайя также завоевала золотую медаль.
На Олимпийских играх 1992 года в Барселоне была одним из фаворитов на дистанции 10 км, но заняла 4-е место, уступив двум китаянкам и Елене Николаевой из Объединённой команды. В 1996 году выступила на Олимпийских играх в Атланте, заняв 16-е место на дистанции 10 км, после чего завершила спортивную карьеру.
По результатами голосования среди спортивных журналистов в 1993 и 1994 годах Эссайя признавалась спортсменкой года в Финляндии.

### Политическая карьера
Сари Эссайя была депутатом парламента Финляндии с 2003 года, но выборы 2007 года выиграть не смогла. В 2009 году была избрана в Европарламент. Весной 2015 года была во второй раз избрана депутатом финского парламента.
В октябре 2011 года Сари Эссайя после долгих уговоров согласилась стать кандидатом в президенты Финляндии на выборах 2012 года от партии Христианские демократы. 26 ноября 2011 года её кандидатура была утверждена на съезде партии. 22 января 2012 года в первом туре президентских выборов Эссайя набрала 2,5 % голосов, заняв последнее место из восьми кандидатов.
В ноябре 2011 года взяла шефство над Николаем Дедком, белорусским активистом и политическим заключённым.
На партийном съезде, который состоялся 28 августа 2015 года в Савонлинне, Эссайя была единогласно избрана председателем партии Христианские демократы. В своей программной речи на съезде Эссайя заявила о том, что христианским демократам необходимо заново завоевать доверие избирателей, проводя многостороннюю и конструктивную политику, не ограничиваясь лишь морально-этическими проблемами.
4 августа 2016 года на сессии Международного олимпийского комитета в Рио-де-Жанейро Эссайя была избрана действующим членом этой организации. Как член МОК является членом совета директоров Олимпийского комитета Финляндии. Является председателем координационной комиссии МОК по Олимпийским играм 2026 года в Италии.
На съезде Христианских демократов членское голосование показало, что партия в качестве кандидата на президентских выборах 2018 года поддерживает своего председателя, однако позиция самой Сари Эссайя привела к тому, что партия приняла решение поддержать действующего президента Саули Нийнистё, выдвинувшегося на второй срок. Эссайя обосновала свою позицию поддержкой политики Ниинистё в вопросах внешней политики и безопасности.
В августе 2019 года на очередном партийном съезде Эссайя снова была избрана председателем «Христианских демократов».
20 июня 2023 года назначена министром сельского и лесного хозяйства Финляндии в правительстве под руководством премьер-министра Петтери Орпо.

## Семья
Муж (с 1991 года) — Роберт Кнапп, сотрудник социальной диаконии.
Дети: Ноора (род. 1998), Нея (род. 2001).
Работая в Европарламенте, жила с семьёй в Брюсселе. По данным на 2015 год, проживала в Лапинлахти.